# مارجوري شامبرز
مارجوري شامبرز (بالإنجليزية: Eileen Marjorie Fosbery Chambers)‏ هي ممرضة نيوزيلندية، ولدت في 29 مايو 1906 في سيدني في أستراليا، وتوفيت في 6 أبريل 1989.